# 2913 Horta
A 2913 Horta (ideiglenes jelöléssel 1931 TK) a Naprendszer kisbolygóövében található aszteroida. Eugene Joseph Delporte fedezte fel 1931. október 12-én.